# Torneo de Bogotá 2014
El Claro Open Colombia 2014 es un torneo de tenis perteneciente a la ATP en la categoría de ATP World Tour 250. El Claro Open Colombia o ATP World Tour 250 de Bogotá se disputó desde el 7 al 13 de julio de 2014 en el Centro de Alto Rendimiento (CAR) de Coldeportes, en la ciudad de Bogotá.

## Cabezas de serie

### Individual
| Tenista            | Ranking | Preclasificada |
| Richard Gasquet    | 14      | 1              |
| Ivo Karlović       | 31      | 2              |
| Vasek Pospisil     | 33      | 3              |
| Radek Štepánek     | 37      | 4              |
| Alejandro Falla    | 56      | 5              |
| Alejandro González | 72      | 6              |
| Matthew Ebden      | 78      | 7              |
| Víctor Estrella    | 90      | 8              |

### Dobles
| Tenista                        | Ranking | Preclasificada |
| Vasek Pospisil Radek Štepánek  | 42      | 1              |
| Santiago González Scott Lipsky | 83      | 2              |
| Samuel Groth Chris Guccione    | 100     | 3              |
| Ken Skupski Neal Skupski       | 137     | 4              |

## Campeones

### Individual Masculino
Bernard Tomic venció a  Ivo Karlović por 7–6(7–5), 3–6, 7–6(7–4)

### Dobles Masculino
Samuel Groth /  Chris Guccione vencieron a  Nicolás Barrientos /  Juan Sebastián Cabal por 7–6(7–5), 6–7(3–7), [11–9]